# Constantin Chirilă (deputat)
Constantin Chirilă (n. 30 aprilie 1961, Hosman, județul Sibiu) este un om politic român, deputat de Constanța în legislatura 2008-2012.
Constantin Chirilă a fost ales deputat din partea Partidului Democrat Liberal în circumscripția electorală nr. 14 Constanța, colegiul uninominal nr. 4.